# Euphyia unda
Euphyia unda är en fjärilsart som beskrevs av Charles Oberthür 1883. Euphyia unda ingår i släktet Euphyia och familjen mätare. Inga underarter finns listade i Catalogue of Life.